# Xã Clay C, Quận Greene, Missouri
Xã Clay C (tiếng Anh: Clay C Township) là một xã thuộc quận Greene, tiểu bang Missouri, Hoa Kỳ. Năm 2010, dân số của xã này là 3.396 người.